# Lia Curci
Lia Curci, coniugata Zanini e talvolta indicata come Lya (1920 – 1998), è stata un'attrice italiana.

## Biografia
Attiva come interprete radiofonica a partire dagli anni quaranta, dapprima nell'EIAR (Ente Italiano per le Audizioni Radiofoniche), e poi nella compagnia di prosa di Radio Rai, dove ebbe modo di diventare una delle voci più note e apprezzate dal pubblico.
Parallelamente, ha condotto la carriera di attrice teatrale e televisiva, dedicandosi proficuamente anche al doppiaggio, soprattutto di caratteriste di primo o secondo piano in numerose pellicole del cinema italiano.

## Filmografia
- Qui squadra mobile – serie TV, episodio Un'indagine alla rovescia (1973)
- Storia d'amore e d'amicizia, regia di Franco Rossi – miniserie TV (1982)
- Follia amore mio, regia di Gianni Bongioanni – film TV (1986)

## Prosa radiofonica Rai
- Partire di Gherardo Gherardi, regia di Anton Giulio Majano, trasmessa il 23 novembre 1945.
- I masnadieri, di Federico Schiller, regia di Anton Giulio Majano, trasmessa 13 febbraio 1950
- Non aspettarmi, commedia di Stefano Terra, regia di Guglielmo Morandi, trasmessa il 20 febbraio 1950
- Andrea di Anna Luisa Meneghini, regia di Anton Giulio Majano, trasmessa il 25 febbraio 1950.
- Il soffio di Luigi Pirandello, regia di Pietro Masserano Taricco, trasmessa il 5 giugno 1951.
- Il sole non si ferma di Giuseppe Bevilacqua, trasmessa il 6 dicembre 1951.
- Enrico IV di William Shakespeare, regia di Guglielmo Morandi, trasmessa il 25 luglio 1953.
- Sei personaggi in cerca d'autore di Luigi Pirandello, regia di Corrado Pavolini, trasmessa il 26 gennaio 1954.
- Un'anima superiore, Radiodramma di Midi Mannocci, regia di Marco Visconti, trasmesso il 23 maggio 1956
- Tre quarti di Luna di Luigi Squarzina, regia di Pietro Masserano Taricco, trasmessa nel 1956.
- La casa di Bernarda Alba di Federico García Lorca, regia di Flaminio Bollini, trasmessa nel 1960.

## Doppiaggio
- Sara Simoni ne Il bidone
- Emmanuelle Riva in Kapò
- Yvonne Cesarei in Giulietta degli spiriti
- Giovanna Di Vita in Il medico della mutua
- Franca Haas in I due maggiolini più matti del mondo e Il clan dei due Borsalini
- Mickey Fox in Trastevere
- Luigi Zerbinati in Senza famiglia, nullatenenti cercano affetto
- Françoise Berd in Una giornata particolare
- Lily Siou in Anna, giorno dopo giorno